# Guarujá
Guarujá is een gemeente in de Braziliaanse deelstaat São Paulo. De gemeente telt 315.563 inwoners (schatting 2017).

## Aangrenzende gemeenten
De gemeente grenst aan Bertioga en Santos. De haven van Santos, de grootste zeehaven van Zuid-Amerika ligt gedeeltelijk op grondgebied van Guarujá.